# Edmilson Carlos Abel
Edmílson Carlos Abel (* 23. Februar 1974 in Ferraz de Vasconcelos) ist ein ehemaliger brasilianischer Fußballspieler.

## Karriere
Edmilson begann seine Karriere 1993 bei Nacional AC (SP) und spielte unter anderem auch bei CA Juventus und EC Juventude. 2001 wechselte er zum japanischen Zweitligisten Kawasaki Frontale. Danach spielte er bei Avaí FC und EC Santo André. 2005 unterschrieb er einen Vertrag bei SC Internacional und wurde im selben Jahr Vizemeister der Campeonato Brasileiro Série A. 2007 wechselte er zu Grêmio FBPA. 2007 erreichte er das Finale des Copa Libertadores. Danach spielte er bei SER Caxias do Sul, CA Linense und Veranópolis ECRC. Ende 2010 beendete er seine Karriere als Fußballspieler.

## Erfolge
Santo André
- Copa do Brasil: 2004